# إيجل اولسن
إيجل اولسن (بالنرويجية البوكمول: Egil Olsen)‏ هو لاعب كرة قدم نرويجي في مركز الوسط، ولد في 23 يوليو 1948 في درامن في النرويج، وتوفي في 27 يونيو 2018 في رالينغن في النرويج. شارك مع منتخب النرويج تحت 19 سنة لكرة القدم ومنتخب النرويج تحت 21 سنة لكرة القدم ومنتخب النرويج لكرة القدم. أما مع النوادي، فقد لعب مع نادي سترومسغودست ونادي شايد.

## وصلات خارجية
- إيجل اولسن على موقع اتحاد النرويج (النرويجية)
- إيجل اولسن على موقع قاعدة بيانات كرة القدم.إي يو (الإنجليزية)
- إيجل اولسن على موقع عالم كرة القدم.نت (الإنجليزية)